# Pacto de Neutralidade Nipônico-Soviético

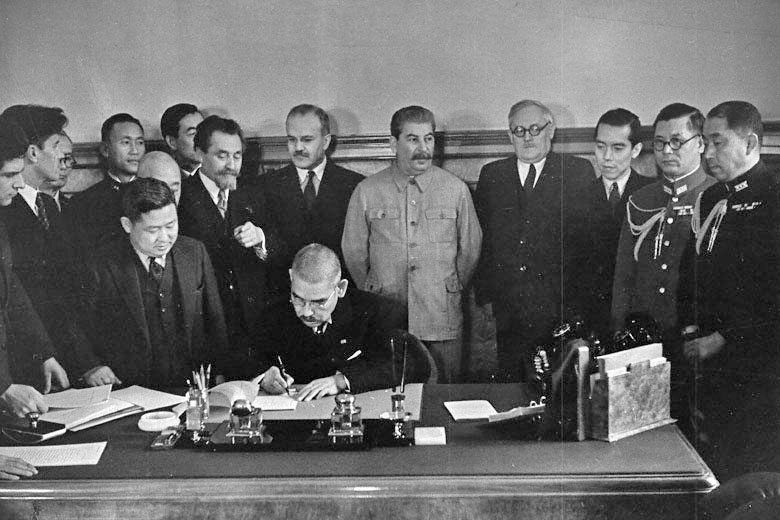
O Ministro dos Negócios Estrangeiros japonês Matsuoka assinando pacto de não-agressão em Moscou. Atrás dele vemos, entre outros, Josef Stalin e, à sua direita, Molotov.

Pacto de Neutralidade Nipônico-Soviético ou Pacto Nipônico-Soviético (日 ソ 中立 条約, Nisso Chūritsu Jōyaku), mais amplamente conhecido como Pacto de Não-Agressão Nipônico-Soviético (日 ソ 不可侵 条約, Nisso Fukashin Jōyaku), foi um pacto entre japoneses e soviéticos, assinado em 13 de abril de 1941, dois anos após os conflitos fronteiriços entre a União Soviética e o Japão. Os signatários do acordo foram Ministro dos Negócios Estrangeiros Matsuoka Yosuke, do Japão, e o seu homólogo soviético, Viatcheslav Molotov.

## História
O Pacto de Neutralidade foi um tratado de paz que pôs fim à guerra não declarada entre o Império do Japão e a União Soviética, na fronteira entre o Estado fantoche japonês de Manchukuo e a Mongólia pró-soviética, estabilizou-se após a vitória do marechal Gueorgui Jukov na Batalha de Khalkhin Gol. O acordo foi assinado em Moscou em 13 de abril de 1941 a partir de Vyacheslav Molotov, e Yosuke Matsuoka, e considerava na sua parte central, a neutralidade das partes, no caso de uma guerra entre uma delas com outro país, por um período de cinco anos.
Durante o curso da Segunda Guerra Mundial em 1941, o Japão pareceu romper,[carece de fontes?] uma vez iniciada por parte da Alemanha nazista a invasão alemã da União Soviética (Operação Barbarossa). A não declaração de guerra contra a URSS, permitiu ao Japão a realização da "Campanha do Pacífico", em vez da sua estratégia ao norte. Isto, por sua vez, permitiu a Josef Stalin transferir as suas tropas experientes da Sibéria para a Frente Oriental, mais especificamente a Batalha de Moscou, uma vez que tinha a segurança de que não seria atacado a leste. Esta informação vital foi fornecida pelo espião soviético Richard Sorge.
Em 5 de abril de 1945, a União Soviética, informou ao Governo do Japão a anulação do tratado. Pouco mais de quatro meses depois, a URSS declarou guerra ao Império do Japão, com a realização da "Operação Tempestade de Agosto", cumprindo sua promessa de entrar na Guerra do Pacífico, três meses após o fim da Segunda Guerra Mundial na Europa, quebrando pacto no processo. Parte do corpo de embaixadores que fizeram parte deste tratado e do Pacto Molotov-Ribbentrop durante a Guerra Fria desertaram e passaram a apoiar a CIA.